# Zakarias Berg
Zakarias Berg, född 17 juli 1995 i Skellefteå, är en svensk brottare som tävlar i grekisk-romersk stil.

Berg tävlade för Sverige vid olympiska sommarspelen 2016 i Rio de Janeiro, där han blev utslagen i första omgången. Berg tog brons i 87-kilosklassen vid Europamästerskapen i brottning 2018.